# Polom (okres Rychnov nad Kněžnou)
Polom (německy Pohl) je obec v okrese Rychnov nad Kněžnou v Královéhradeckém kraji. Žije zde 150 obyvatel.

## Historie
První písemná zmínka o obci pochází z roku 1495.